# Zgierskie Przedsiębiorstwo Komunikacyjne „Markab”
Zgierskie Przedsiębiorstwo Komunikacyjne „Markab” Sp. z o.o. – przewoźnik świadczący usługi w zakresie pasażerskiego transportu zbiorowego, spółka z udziałem Miasta Zgierza powstała 1 czerwca 1994 roku.

## Tabor
Tabor stanowią niskopodłogowe autobusy z Niemiec marki Mercedes.
W 1996 roku od ZS Jelcz spółka zakupiła 4 jelcze M121M. Wszystkie zostały wyposażone w silnik MAN. Ostatni taki Jelcz został wycofany w 2007 roku. Od 2000 roku spółka wyposaża w MAN-y, a od 2002 w Mercedesy. W 2014 r. zakupiono pierwsze w historii autobusy przegubowe do obsługi m.in. linii aglomeracyjnej.
Aktualnie tabor komunikacji miejskiej ogranicza się wyłącznie do Mercedesów.
| Typ autobusu         | Pierwszy kurs | Liczba | Uwagi |
| -------------------- | ------------- | ------ | --- |
| Mercedes O405N       | 2002          | 7      | Największe dostawy były w 2005 roku oraz w latach 2007–2009. Pojazd #0550 został wycofany w 2011 roku. W 2013 wycofano pojazdy #0234 oraz #0446. |
| Mercedes O405N2      | 2010          | 12     | Pierwszy zakupiony autobus otrzymał numer #1077, został zezłomowany w 2016 roku.                                                                 |
| Mercedes O530 Citaro | 2013          | 21     | Pierwsze autobusy zostały zakupione pod koniec 2013 roku. Duże dostawy w 2016 roku.                                                              |
| Mercedes O530 G      | 2014          | 2      | Pierwsze autobusy zostały zakupione pod koniec 2014 roku.                                                                                        |

### Tabor wycofany i techniczny

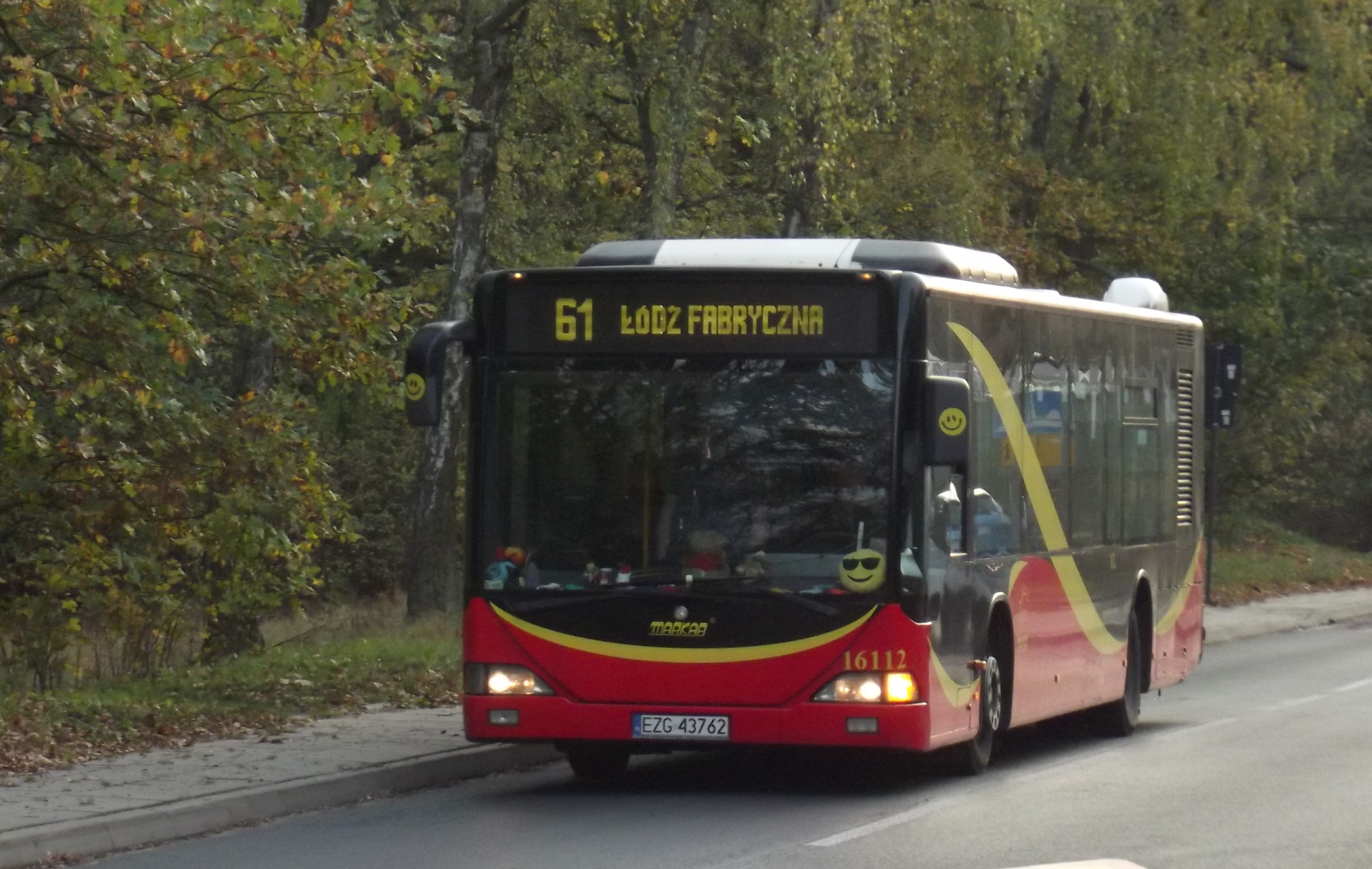
Mercedes – Benz O530

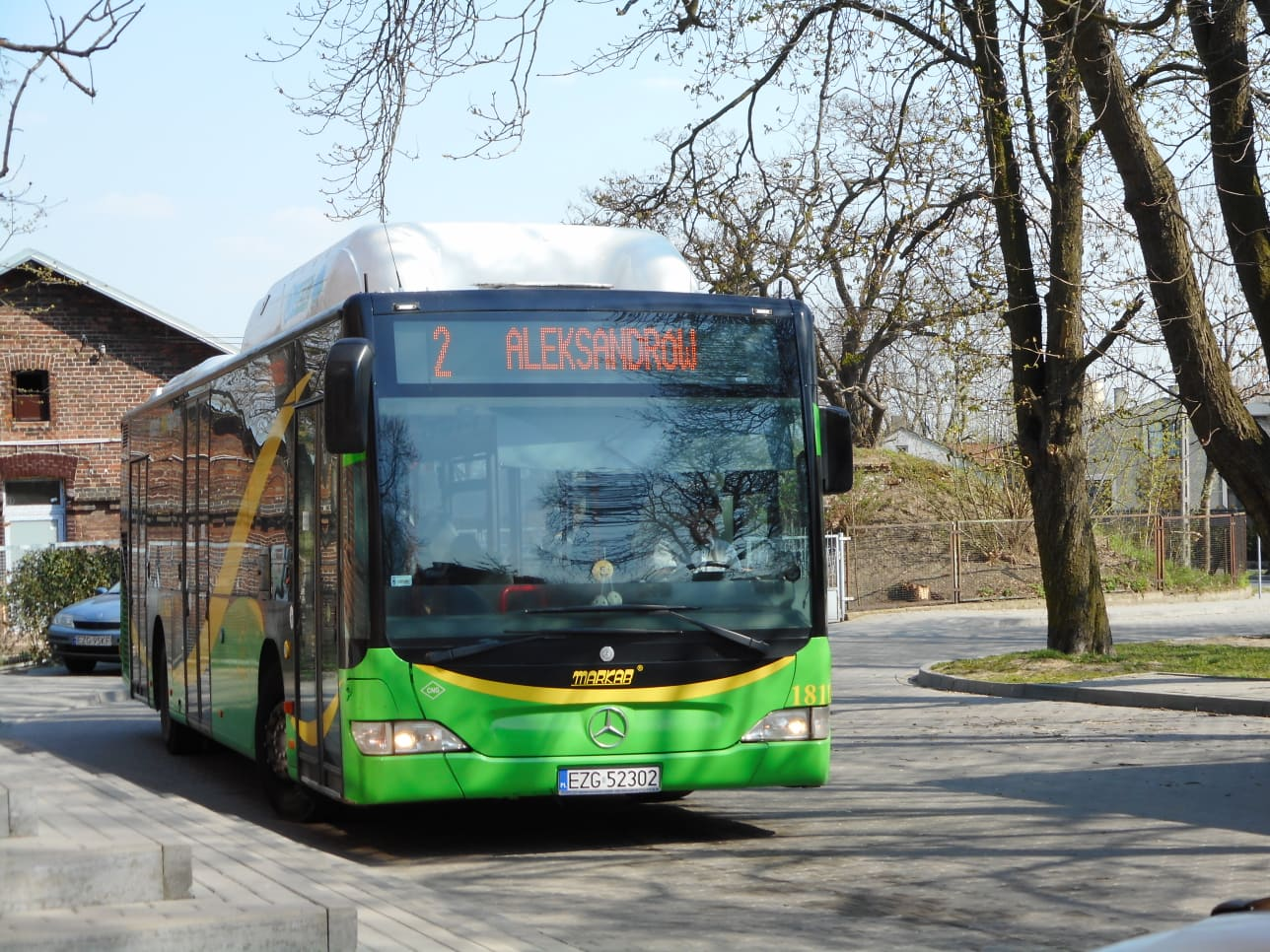
Mercedes O530 CNG

| Typ autobusu wycofanego | Liczba | Lata użytkowania | Uwagi |
| ----------------------- | ------ | ---------------- | --- |
| Ikarus 260              | 25     | 1992–1994        | Byłe autobusy MPK Łódź. |
| Jelcz M121M             | 4      | 1996–2008        | Jedyne nowoczesne Jelcze. |
| Jelcz PR110M/U          | 17     | 1992–2009        | Większość autobusów wycofana w latach 2004–2005. Nauka jazdy wyprodukowana w 1984 roku, wycofana w 2009 roku, zezłomowana w 2013. |
| Mercedes O405N          | 15     | 2002-nadal       | W 2008 wycofano wóz #0550. W 2013, wycofano #0234, #0446, #0548 oraz #0559.                                                       |
| Mercedes O405N2         | 1      | 2010-nadal       | W 2016 roku zezłomowano pierwszy zakupiony pojazd #1077.                                                                          |
| MAN NL 202              | 9      | 2001–2012        | Wszystkie wycofane. |
| Arna MAN SL242          | 4      | 2000–2010        | Napędzane gazem propan-butan. |
| Renault R312            | 9      | 2001–2010        | Pierwszy wycofany autobus miał numer #0133 (2003 rok), ostatni #0445.                                                             |
| Neoplan N8008           | 4      | 2003–2006        | Minibusy. |
| Setra S300 NC           | 3      | 2001–2008        | Dwa pojazdy z 1992 roku i jeden pojazd z 1990 (prototyp).                                                                         |

| Typ autobusu technicznego | Liczba | Lata użytkowania | Uwagi                                        |
| ------------------------- | ------ | ---------------- | -------------------------------------------- |
| Ikarus 280/A              | 1      | 1993–2010        | Zabudowa Ikarusa 280. Były autobus MPK Łódź. |

## Linie
Spółka obsługuje miejski transport zbiorowy na terenie Zgierza na jedenastu liniach. ZPK MARKAB również obsługuje łódzką linię autobusową 61.